# Delphacodes kahavalu
Delphacodes kahavalu är en insektsart som först beskrevs av George Willis Kirkaldy 1906.  Delphacodes kahavalu ingår i släktet Delphacodes och familjen sporrstritar. Inga underarter finns listade i Catalogue of Life.